# 富欣花園

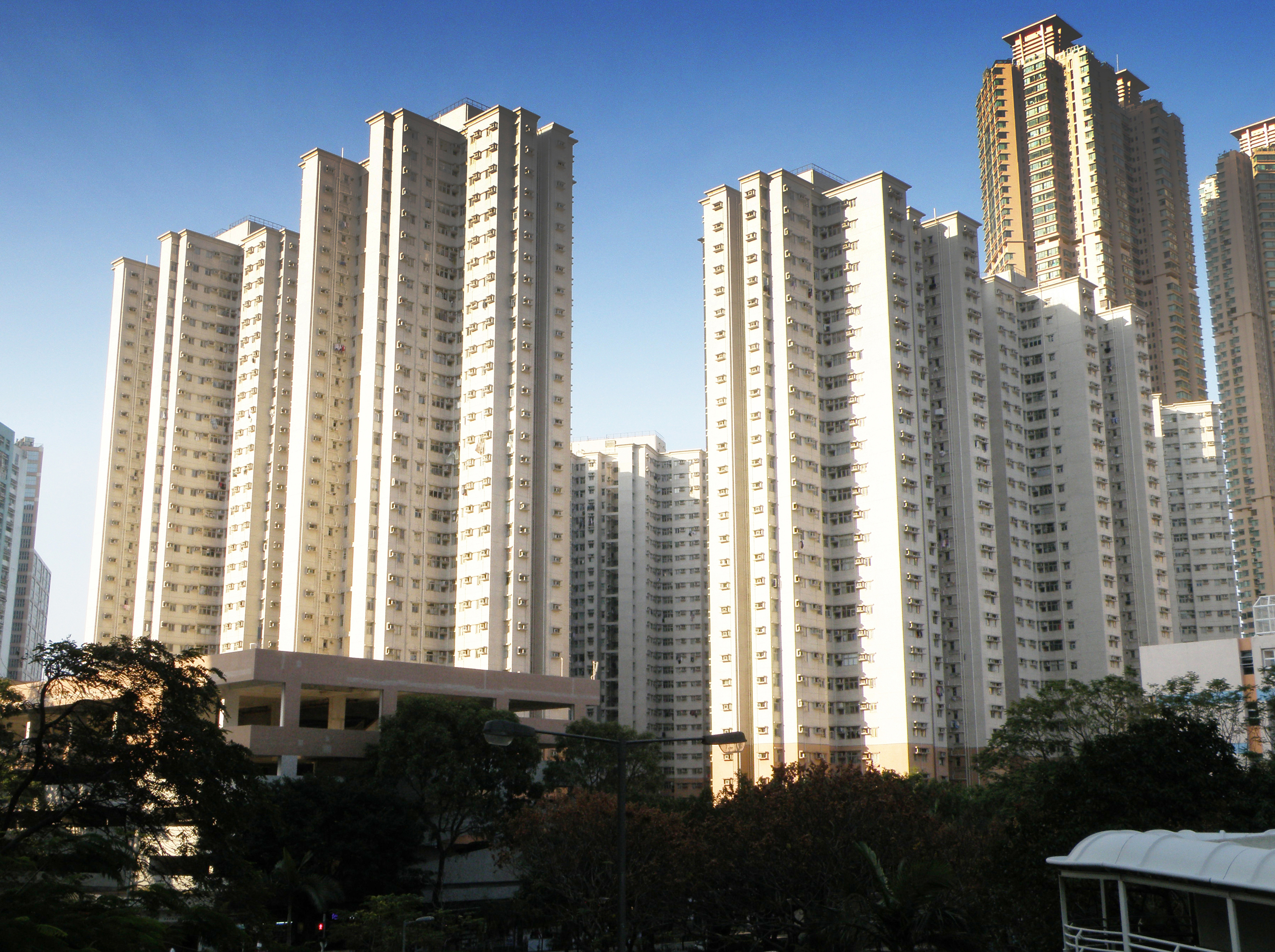
富欣花園南面

西面商店

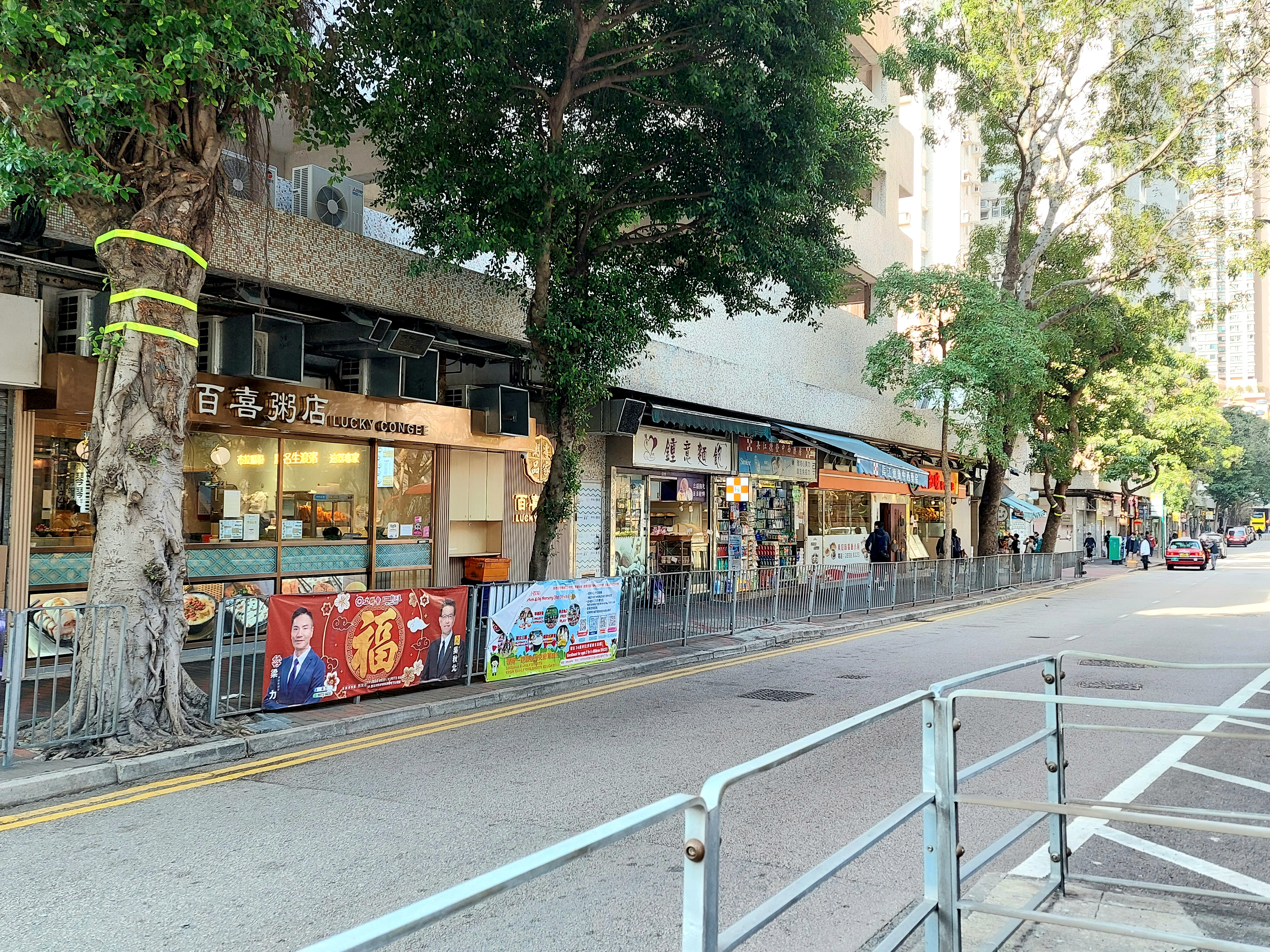
南面商店

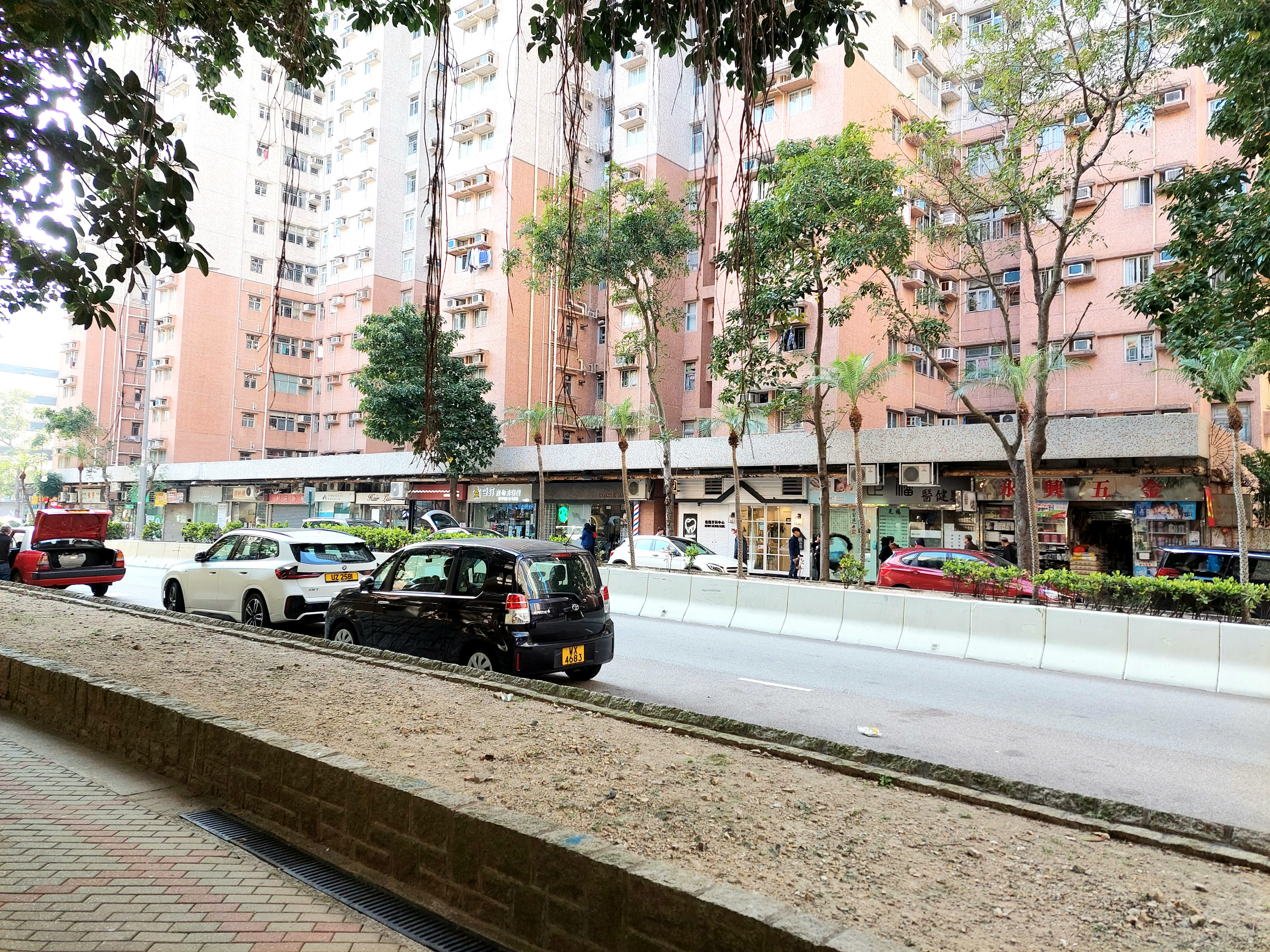
東面商店

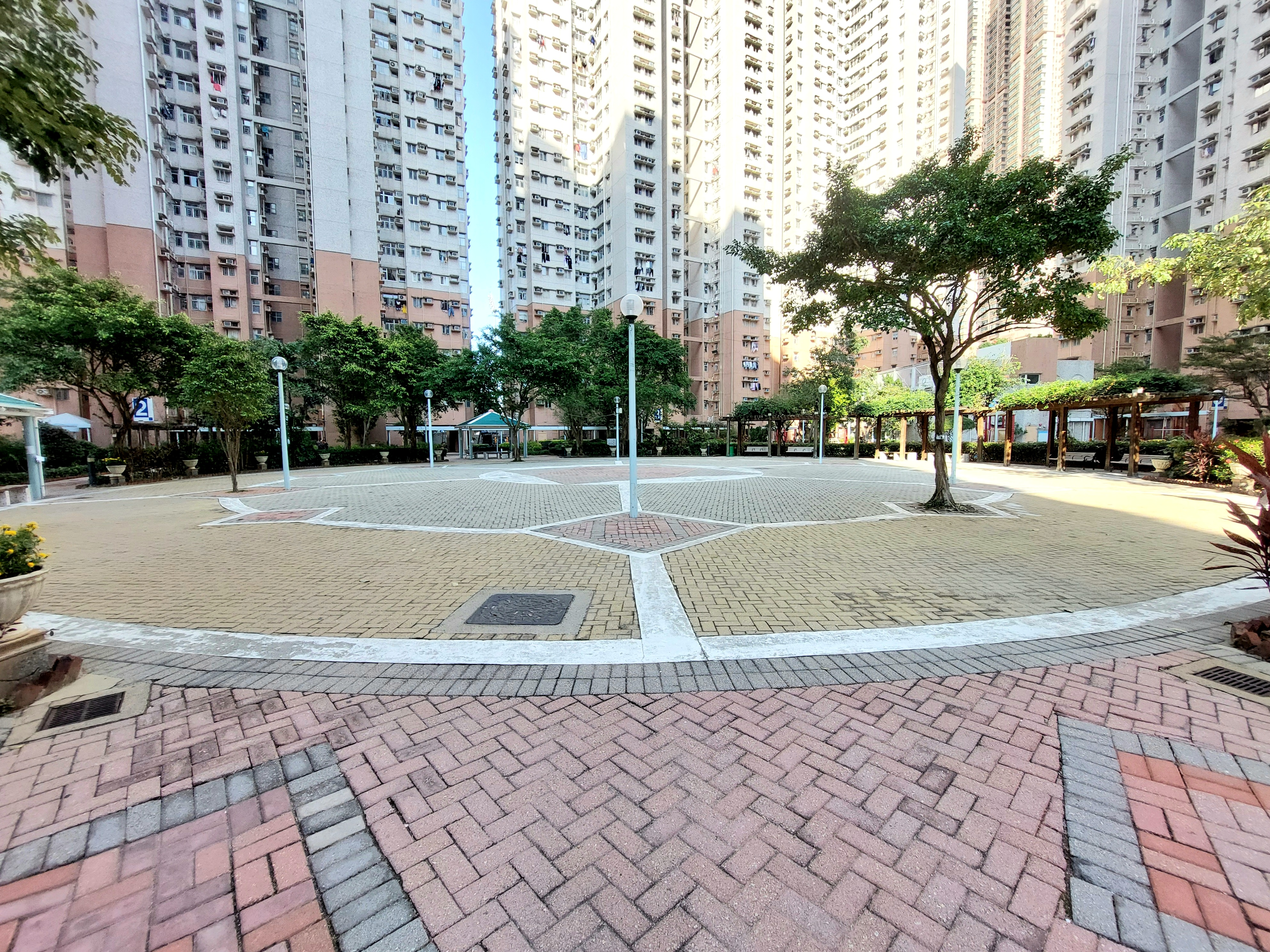
屋苑廣場

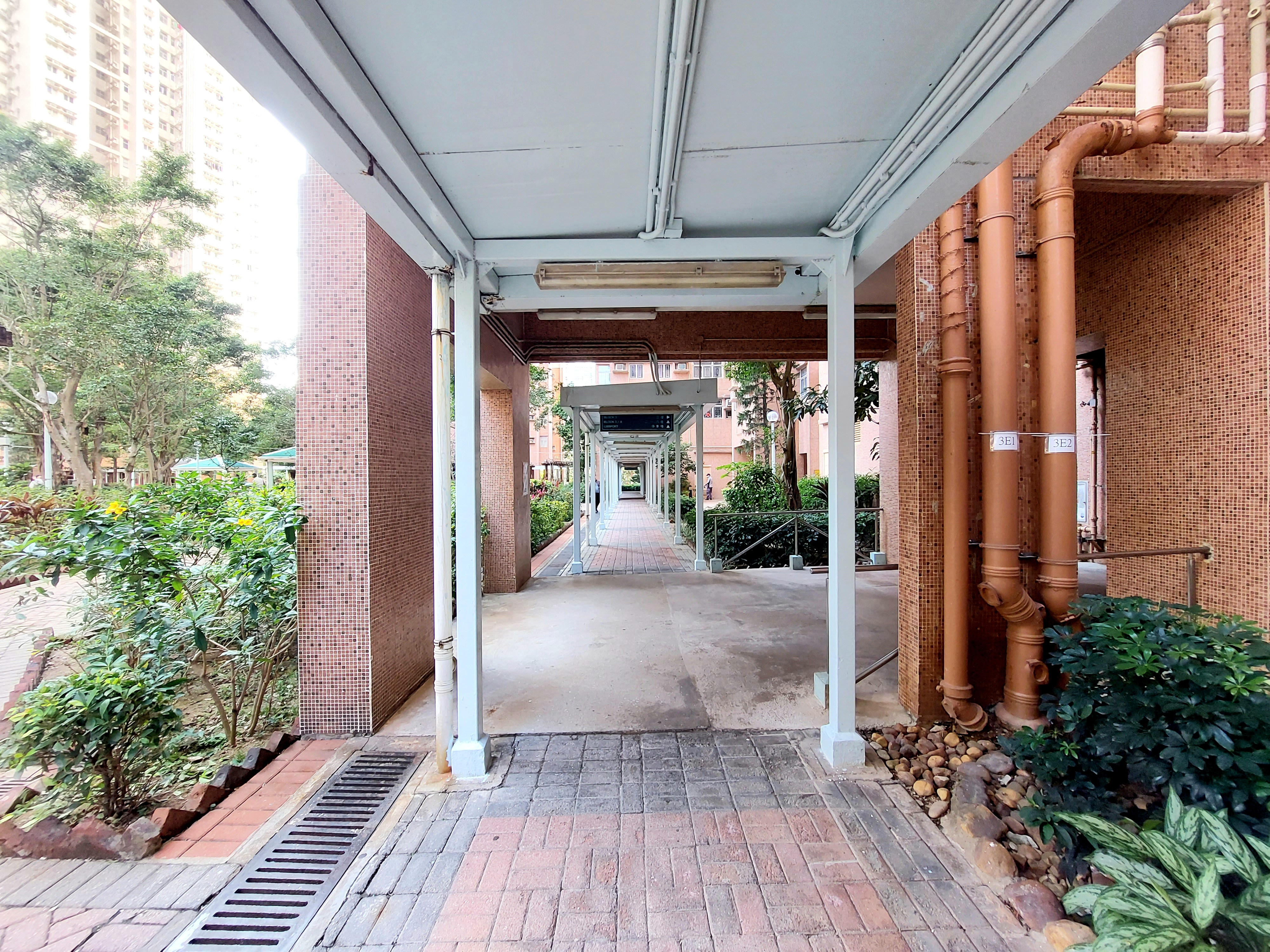
有蓋行人道

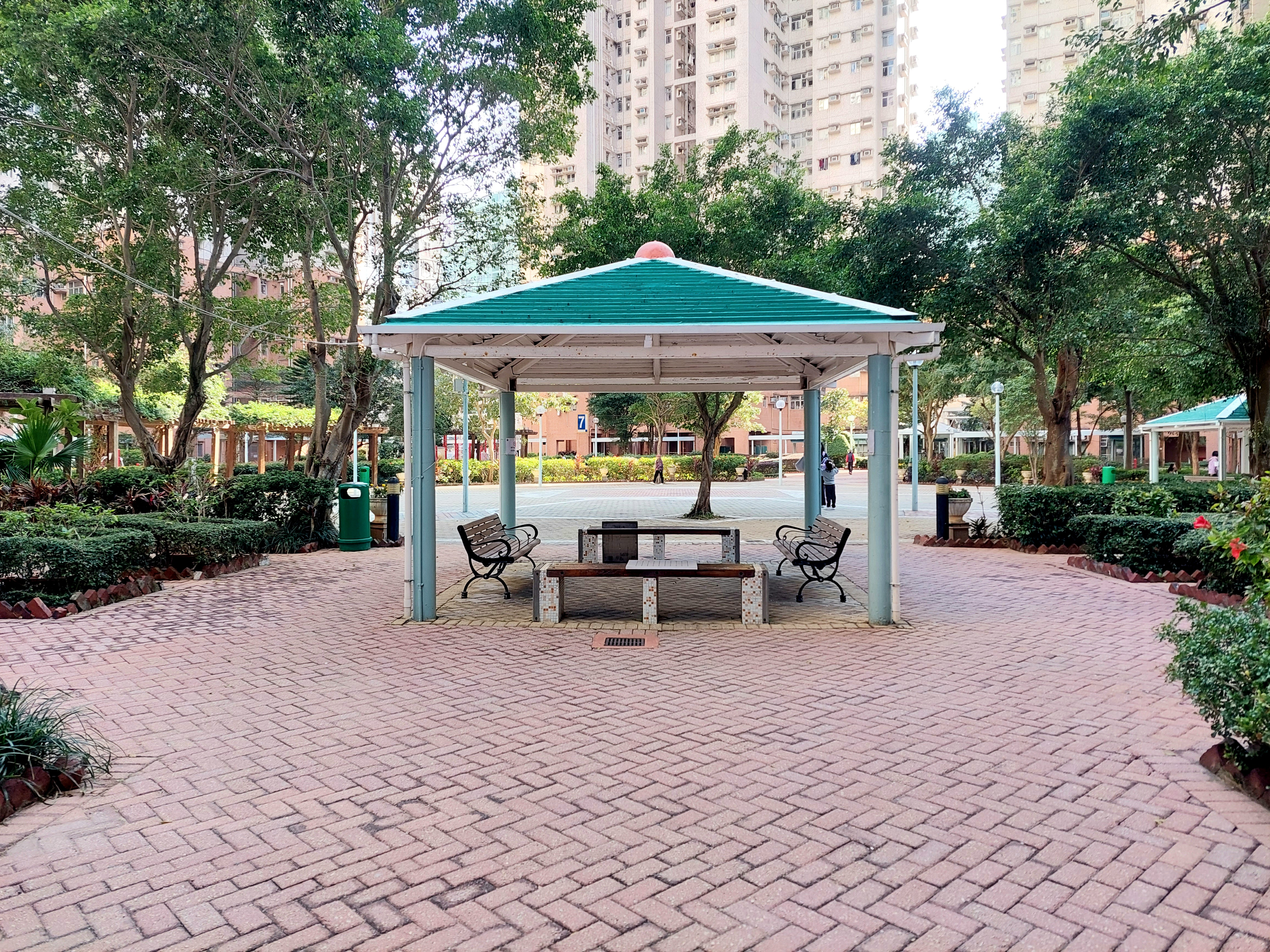
涼亭

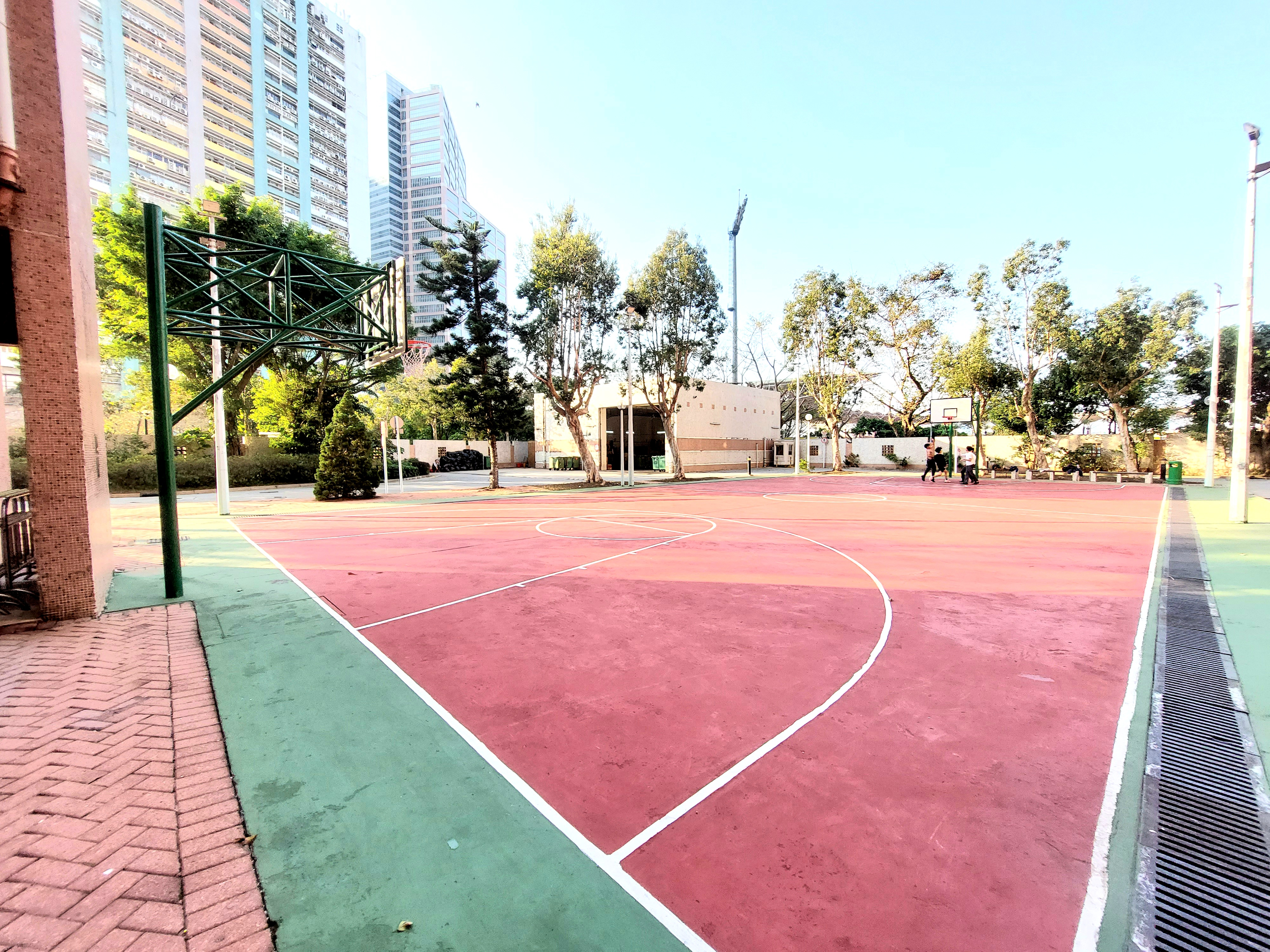
籃球場

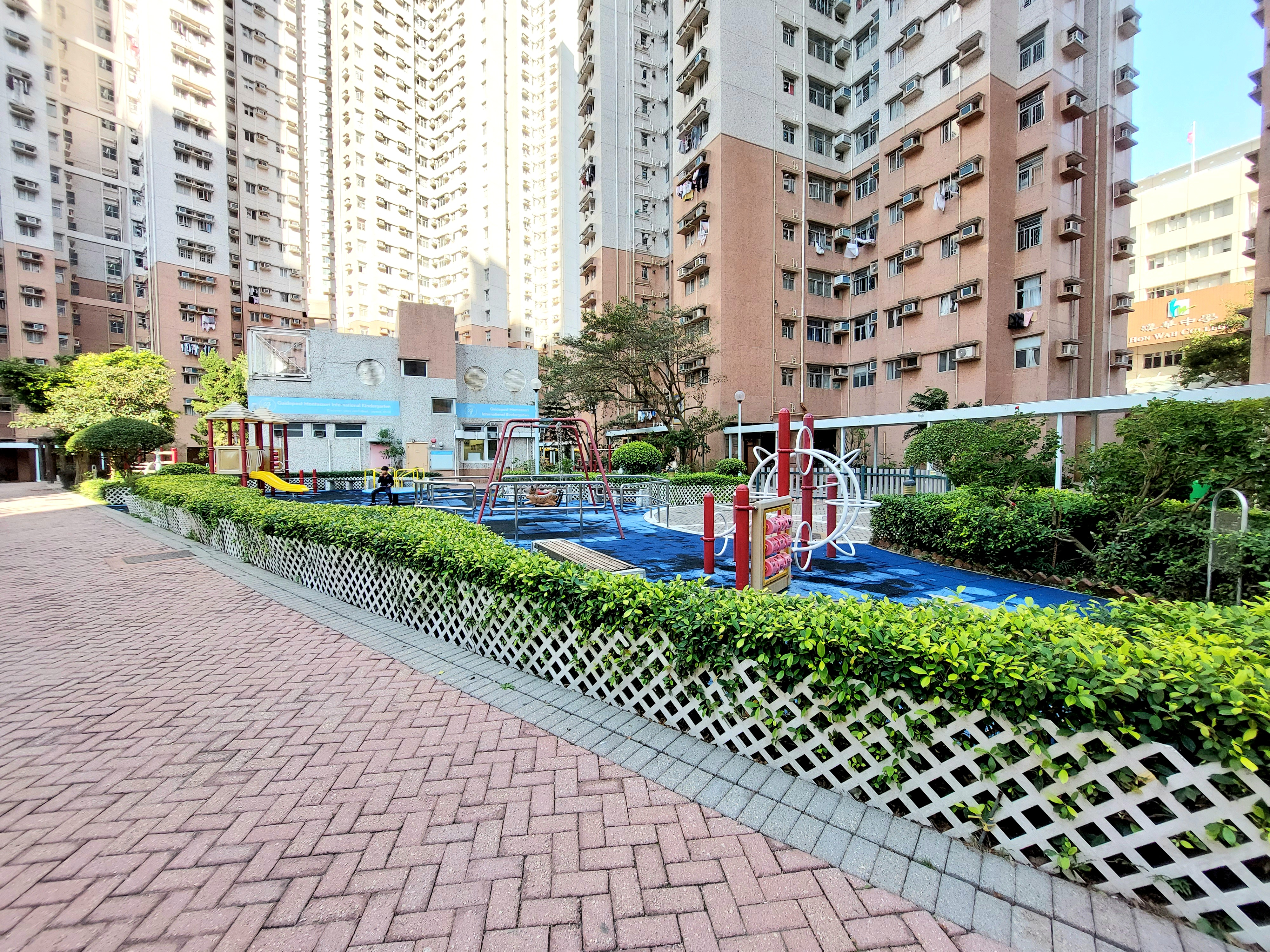
兒童遊樂場

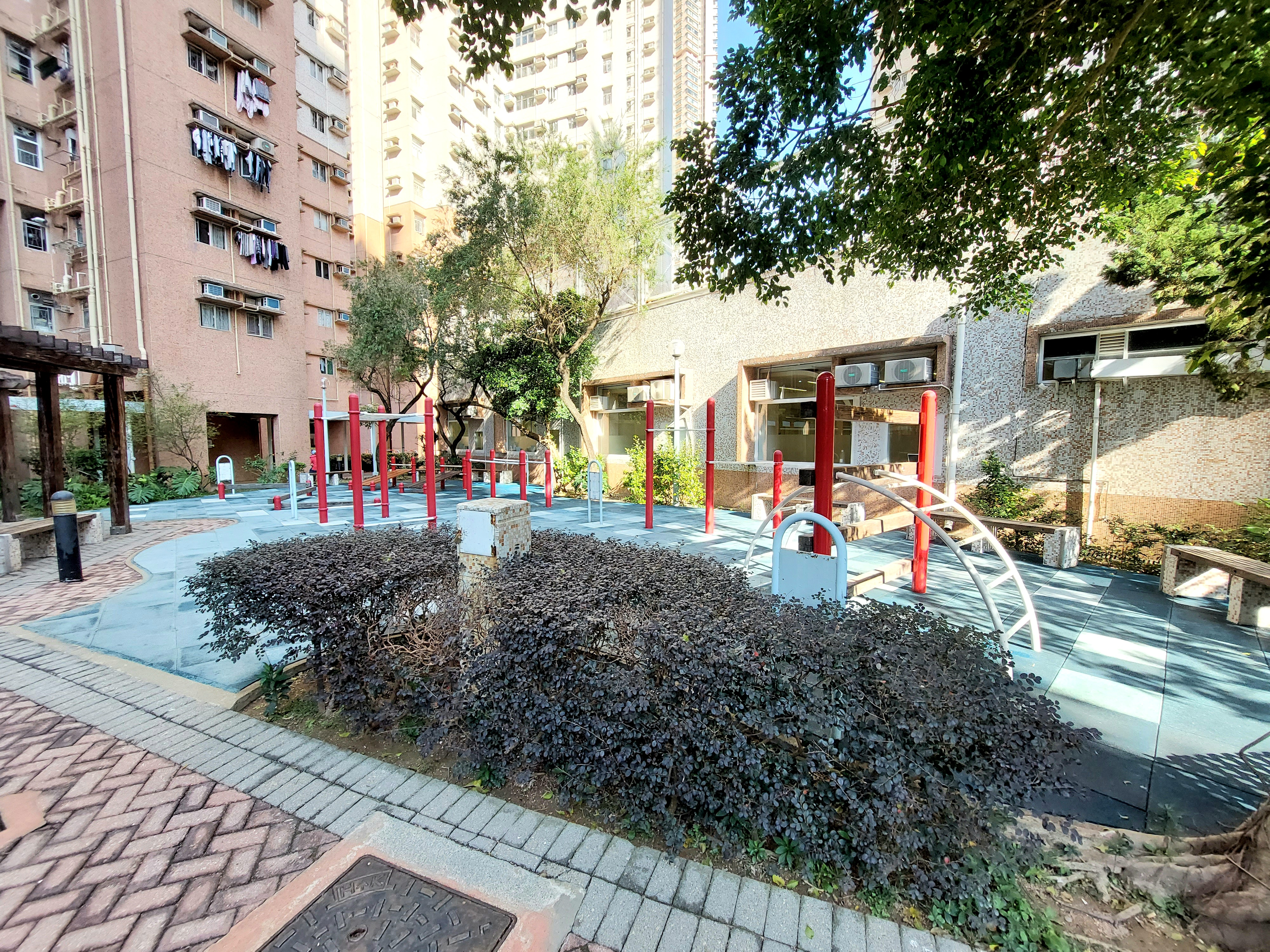
健身區

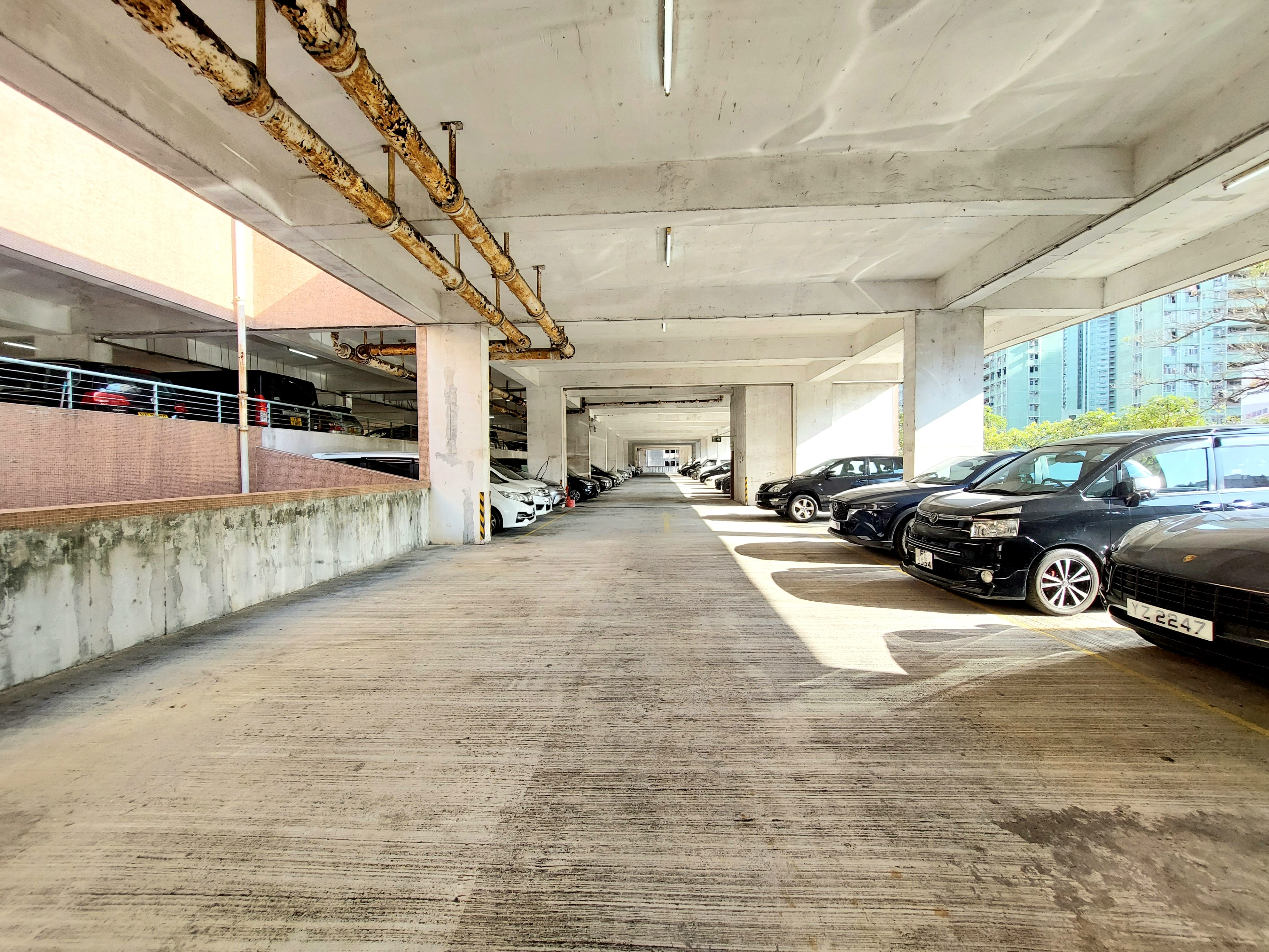
停車場

富欣花園（英語：Harmony Garden），是香港的一個私人機構參建居屋，從小西灣填海得來，地址為柴灣小西灣道9號柴灣內地段第154號，於1997年5月24日起開始入伙。鄰近的屋苑有富景花園、富怡花園及藍灣半島。
此屋苑之物業管理公司為其士富居，總承建商為其士建築、發展商為其士國際附屬公司「金訊發展有限公司」（Gold Express Development Limited ）。屋苑由周氏建築師事務所（周念申建築師）設計及由香港房屋委員會負責監管整個發展過程及推售。

## 屋苑資料
全屋苑總面積為27,530平方米，整項發展包括4座29層高，2座30層高及2座33層高住宅樓宇，連同1座5層高的綜合大樓（包括停車場，商舖及政府綜合中心）共有2340個單位。分兩期發展: 第1期（1，7及8座）；第2期（2-6座）。

### 樓宇
| 樓宇名稱 | 樓宇類型                      | 落成年份 | 每座層數 | 每層伙數 | 每座單位數目 (伙) | 建築師                            | 承建商   | 提供升降機的廠商 | 期數 |
| -------- | ----------------------------- | -------- | -------- | -------- | ----------------- | --------------------------------- | -------- | ---------------- | ---- |
| 第1座    | 私人參建居屋計劃 （十字井型） | 1997年   | 28       | 10       | 280               | 周氏建築師事務所 （周念申建築師） | 其士建築 | 东芝             | 1    |
| 第2座    | 私人參建居屋計劃 （十字井型） | 1997年   | 28       | 10       | 280               | 周氏建築師事務所 （周念申建築師） | 其士建築 | 东芝             | 2    |
| 第3座    | 私人參建居屋計劃 （十字井型） | 1997年   | 28       | 10       | 280               | 周氏建築師事務所 （周念申建築師） | 其士建築 | 东芝             | 2    |
| 第4座    | 私人參建居屋計劃 （十字井型） | 1997年   | 28       | 10       | 280               | 周氏建築師事務所 （周念申建築師） | 其士建築 | 东芝             | 2    |
| 第5座    | 私人參建居屋計劃 （十字井型） | 1997年   | 29       | 10       | 290               | 周氏建築師事務所 （周念申建築師） | 其士建築 | 东芝             | 2    |
| 第6座    | 私人參建居屋計劃 （十字井型） | 1997年   | 29       | 10       | 290               | 周氏建築師事務所 （周念申建築師） | 其士建築 | 东芝             | 2    |
| 第7座    | 私人參建居屋計劃 （十字井型） | 1997年   | 32       | 10       | 320               | 周氏建築師事務所 （周念申建築師） | 其士建築 | 东芝             | 1    |
| 第8座    | 私人參建居屋計劃 （十字井型） | 1997年   | 32       | 10       | 320               | 周氏建築師事務所 （周念申建築師） | 其士建築 | 东芝             | 1    |

### 設施配套
富欣花園內有以下設施：
- 一所幼稚園

已結束
喜耀小西灣幼稚園
- 商場（約60個商舖，總面積2167平方米）
- 4層停車場，其中設有香港基督教青年會、老人中心、日間託兒所明愛香港太平洋獅子會幼兒學校 及日間老人看護中心
- 運動設施（籃球場、健身設施及兒童遊樂場等）